# Wittgensteinova palica
Wittgensteinova palica je geometrijski miselni preskus, ki ga pripisujejo avstrijskemu filozofu Ludwigu Wittgensteinu.
Palica se v cevi gladko giblje. Cev je pritrjena na steno in tvori tečaj. En konec palice se giblje po krožnici. Kakšno krivuljo opiše drugi konec palice?
Navidezno očiten odgovor je krožnica, v resnici pa drugi konec palice opiše srčnico (kardioido). Wittgensteinova palica ni dober pantograf.